# Edson Lemaire
Edson Lemaire, né le 31 octobre 1990, est un footballeur international tahitien.

## Carrière
Lemaire commence sa carrière professionnelle à l'AS Vairao. En 2012, il est sélectionné pour la Coupe d'Océanie 2012 et fait ses débuts en équipe nationale face au Vanuatu. La sélection tahitienne remporte cette compétition.
Après cette victoire, il signe avec l'AS Dragon.

## Palmarès
- Vainqueur de la Coupe d'Océanie en 2012 avec l'équipe de Tahiti